# Norwich (Kansas)
Norwich – miasto w Stanach Zjednoczonych, w stanie Kansas, w hrabstwie Kingman.